# 裏門前町
裏門前町（うらもんぜんちょう）は、愛知県名古屋市中区の地名。

## 歴史

### 沿革
- 明治5年 - 堺町および門前町、万松寺・福寿院門前の各一部により裏門前町となる[1]。
- 1878年（明治11年）12月20日 - 名古屋区成立に伴い、同区裏門前町となる[4]。
- 1889年（明治22年）10月1日 - 名古屋市成立に伴い、同市裏門前町となる[4]。
- 1908年（明治41年）4月1日 - 中区成立に伴い、同区裏門前町となる[1]。
- 1936年（昭和11年）1月1日 - 一部が岩井通に編入される[1]。
- 1938年（昭和13年）3月15日 - 1丁目の一部が南大津通に編入される[1]。
- 1944年（昭和19年）5月15日 - 上前津町の一部を編入する[4]。
- 1969年（昭和44年）10月21日 - 住居表示実施に伴い、1丁目および2丁目が大須三丁目に編入される[1]。
- 1974年（昭和49年）5月11日 - 住居表示実施に伴い、3〜5丁目が上前津一丁目、4丁目が門前町、5丁目が橘一丁目に編入され、消滅[1]。